# ЦСК ВВС в сезоне 2001
В сезоне 2001 года «ЦСК ВВС» (Самара) в 4-й раз завоевал титул Чемпионов России.
К титулу команду привёл тренерский дуэт: Александра Соловьёва и Виталия Шашкова.
Для участия в Чемпионате Европы по футболу среди женщин 2001 привлекались футболистки клуба: Светлана Петько (вратарь), Наталья Карасёва, Наталья Филиппова, Юлия Исаева, Елена Фомина, Ирина Григорьева, Ольга Карасёва и Ольга Кремлева.
| Игрок                     | Матчей | Гол | Минут | Предупреждён |
| ------------------------- | ------ | --- | ----- | ------------ |
| № 6 Галина Комарова       | 3      | —   | 270   | 1            |
| № 1 Светлана Петько (вр.) | 3      | (7) | 270   | —            |
| № 15 Елена Фомина         | 3      | —   | 260   | —            |
| № 8 Ирина Григорьева      | 3      | —   | 219   | 1            |
| № 16 Ольга Кремлева       | 3      | —   | 123   | —            |
| № 2 Ольга Карасёва        | 2      | —   | 135   | 2            |
| № 5 Наталья Филиппова     | 2      | —   | 135   | —            |
| № 14 Наталья Карасёва     | 1      | —   | 90    | —            |
| № 19 Юлия Исаева          | —      | —   | —     | —            |

В список «33 лучшие футболистки по итогам сезона 2001 г.» включены 10 футболистов «ЦСК ВВС»: Светлана Петько (вратарь, № 1), Ольга Карасёва (правый защитник, № 1), Сауле Джарболова (правый защитник, № 3), Мария Примак (центральная защитница (задняя), № 2), Галина Комарова (правый полузащитник, № 1), Елена Фомина (центральный полузащитник, № 1), Татьяна Егорова (центральный полузащитник, № 2), Ирина Григорьева (центральный полузащитник (под нападающими), № 2), Елена Кононова (правый нападающий, № 2) и Ольга Кремлева (левый нападающий, № 2)

## Изменения в составе
По сравнению с 2000 годом в составе клуба произошли следующие изменения:
- УШЛИ:
  - Александра Светлицкая, полузащитник, перешла в клуб «Лада» (Тольятти), в 1992—2000 гг. провела за «ЦСК ВВС» 175 матчей в ЧР забила 56 мячей[3];
  - Татьяна Егорова перешла в клуб «Лада» (Тольятти), полузащитник, в 1992—2000 гг. провела за «ЦСК ВВС» 135 матчей в ЧР забила 32 мяча[4];
  - Лариса Савина — в клуб «Энергия» (Воронеж), полузащитник, в 1992—2000 гг. провела за «ЦСК ВВС» 169 матчей в ЧР забила 94 мяча[3][5]
- ПРИШЛИ:
  - Ольга Карасёва из клуба «Чертаново» (Москва);
  - Елена Фомина[6] из клуба «Чертаново» (Москва);
  - Мария Дьячкова из клуба «Диана» (Москва);
  - Елена Кононова из клуба «Энергия XXI век» (Воронеж)
  - Наталья Чернова из клуба «Волжанка» (Чебоксары)

## Результаты выступлений
| Место | И  | В  | Н | П | М     | О  | Кубок России | Бомбардир          | Примечание |
| ----- | -- | -- | - | - | ----- | -- | ------------ | ------------------ | ---------- |
| 1     | 16 | 14 | 1 | 1 | 62-11 | 43 | 1/4 финала   | -21 Елена Кононова | [ 14 ]     |
|       | 24 | 20 | 1 | 3 | 82-22 | 61 | 1/4 финала   | -21 Елена Кононова | [ 14 ]     |

## Бомбардира сезона
| Игрок          | Первый этап | Финальный этап | Итого |
| -------------- | ----------- | -------------- | ----- |
| Елена Кононова | 12          | 9              | 21    |
| Ольга Кремлева | 13          | 2              | 15    |
| Елена Фомина   | 11          | 3              | 14    |

## Чемпионы России
| № |             | Поз. | Имя                    | Год рождения |
| - | ----------- | ---- | ---------------------- | ------------ |
|   | Флаг России | Вр   | Светлана Петько        | 06.06.1970   |
|   | Флаг России | Нап  | Юлия Матвеева          | 29.04.1975   |
|   | Флаг России | ПЗ   | Марина Примак          | 21.02.1972   |
|   | Флаг России | Защ  | Орынбасар Дауренбекова | 03.09.1968   |
|   | Флаг России | Защ  | Наталья Филиппова      | 02.07.1975   |
|   | Флаг России | ПЗ   | Сауле Джарболова       | 23.10.1973   |
|   | Флаг России | Нап  | Ирина Григорьева       | 21.01.1972   |
|   | Флаг России | Защ  | Ольга Карасёва         | 06.10.1975   |
|   | Флаг России | ПЗ   | Елена Фомина           | 05.04.1975   |
|   | Флаг России | НП   | Елена Кононова         | 17.08.1969   |

| № |             | Поз. | Имя                   | Год рождения |
| - | ----------- | ---- | --------------------- | ------------ |
|   | Флаг России | ПЗ   | Мария Дьячкова        | 26.05.1982   |
|   | Флаг России | ПЗ   | Лилия Васильева       | 13.03.1974   |
|   | Флаг России | ПЗ   | Мария Брылёва         | 25.11.1975   |
|   | Флаг России | Защ  | Разия Нуркенова       | 04.05.1968   |
|   | Флаг России | Вр   | Мария Пигалева        | 19.02.1981   |
|   | Флаг России | ПЗ   | Галина Комарова       | 12.08.1977   |
|   | Флаг России | Защ  | Кулистан Боташова     | 30.07.1967   |
|   | Флаг России | ПЗ   | Наталья Карасёва      | 30.04.1977   |
|   | Флаг России | ПЗ   | Наталья Грабельникова | 25.08.1975   |
|   | Флаг России | ПЗ   | Наталья Чернова       | 17.11.1977   |